# Michelangelo Castagna
Michelangelo Castagna (Città Sant'Angelo, 21 febbraio 1783 – Città Sant'Angelo, 1º novembre 1865) è stato un medico e patriota italiano appartenente alla Carboneria.

## Biografia
Michelangelo Castagna nacque a Città Sant'Angelo, nell'Abruzzo Ulteriore Primo, provincia del Regno di Napoli borbonico. Si laureò in medicina alla Scuola Medica di Salerno nel 1806 e nel 1814 partecipò alla rivoluzione contro Gioacchino Murat, re di Napoli (in quanto il cognato Napoleone Bonaparte aveva spodestato il legittimo re Ferdinando IV di Borbone), alla quale oltre a Città Sant'Angelo, parteciparono anche i comuni di Penne, Penna Sant'Andrea e Loreto. Murat incaricò il generale Florestano Pepe di soffocare la rivolta uccidendo i capi angolani della rivolta, Filippo La Noce e Domenico Marulli, mentre Castagna si salvò trovando rifugio dalla sorella ad Atri. Dopo la restaurazione del potere borbonico, con Ferdinando IV proclamato re del Regno delle Due Sicilie, Castagna venne eletto al parlamento del Regno delle Due Sicilie a Napoli, dove portò avanti le sue idee liberali. Quando il re Ferdinando I di Borbone ritirò la Costituzione, Michelangelo spesso fu vittima di minacce. Tornò a Città Sant'Angelo, il suo paese natale, dove morì nel 1865, quattro anni dopo l'Unità d'Italia sotto i Savoia. Suo figlio Nicola è stato uno scrittore.